# Soucieu-en-Jarrest
Soucieu-en-Jarrest – miejscowość i gmina we Francji, w regionie Owernia-Rodan-Alpy, w departamencie Rodan.
Według danych na rok 1990 gminę zamieszkiwały 2654 osoby, a gęstość zaludnienia wynosiła 187 osób/km² (wśród 2880 gmin regionu Rodan-Alpy Soucieu-en-Jarrest plasuje się na 337. miejscu pod względem liczby ludności, natomiast pod względem powierzchni na miejscu 827.).